# Stelis susanensis
Stelis susanensis là một loài thực vật có hoa trong họ Lan. Loài này được (Hoehne) Pridgeon & M.W.Chase mô tả khoa học đầu tiên năm 2001.